# 지미 볼

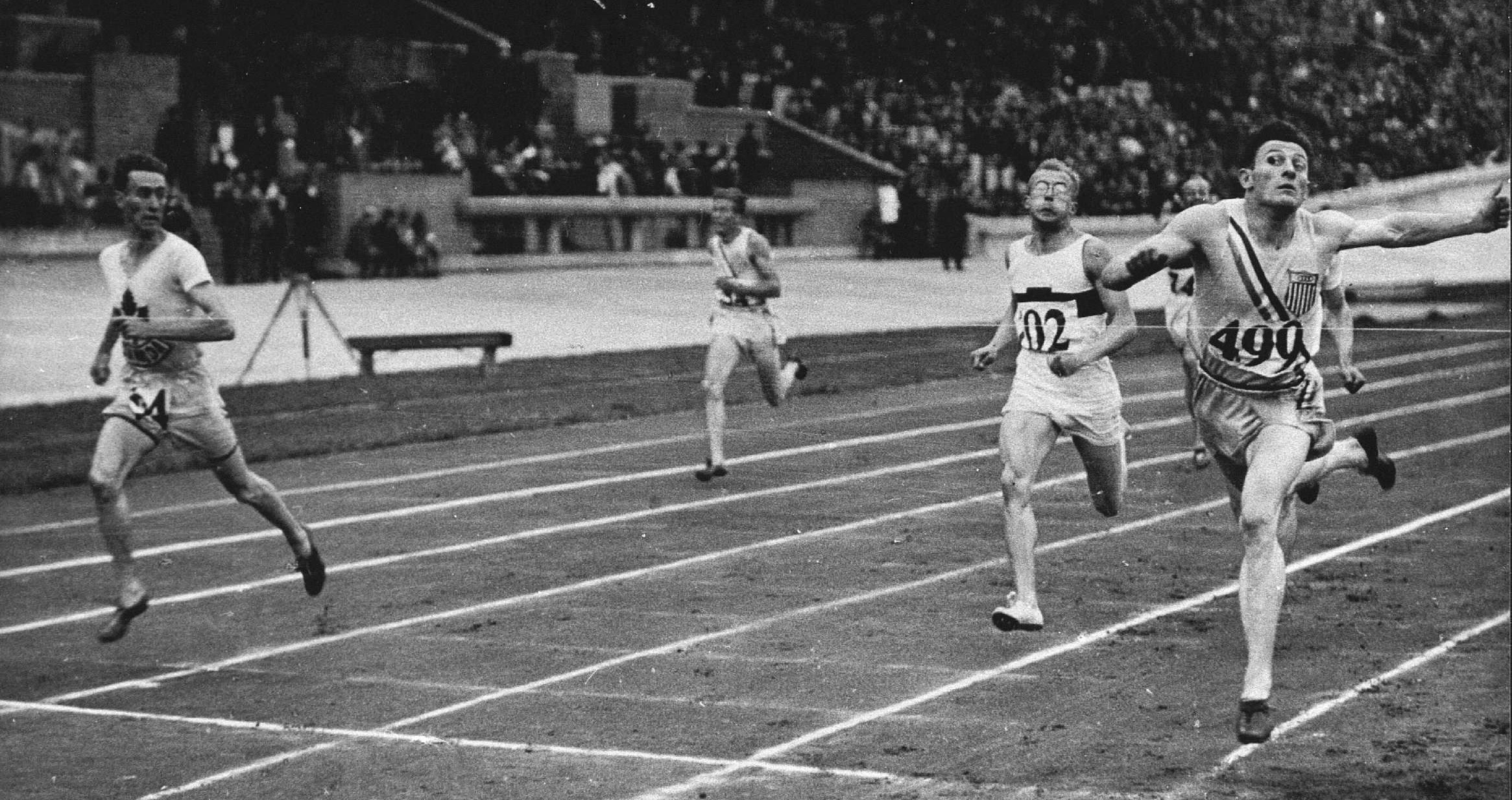
1928년 올림픽 400m 2위를 차지한 지미 볼

지미 볼(Jimmy Ball, 본명: 제임스 앨런 볼, James Allan Ball, 1903년 5월 7일 – 1988년 7월 2일)은 1928년과 1932년 올림픽에 출전한 캐나다의 단거리 달리기 육상 선수였다. 두 대회 모두 400m 계주에서 동메달을 획득했다. 개인적으로 1928년 400m에서 2위를 했고 1932년 예선에서 탈락했다. 1930년 엠파이어 게임(Empire Games)에서 4×440야드 계주에서 캐나다 팀과 함께 은메달을 획득했다. 또한 220야드와 440야드 경주에서 5위를 차지했다.